# Odontocera clara
Odontocera clara là một loài bọ cánh cứng trong họ Cerambycidae.